# Венелина Венева
Венелина Венева е българска лекоатлетка. Състезава се в дисциплината висок скок.

## Първи резултати
В русенското спортно училище треньорка на Венева е Маринела Христова. Още тогава Венева постига един от първите си рекорди (Девойки младша възраст – 180 см). През 1990 г. на 15-годишна възраст в Толбухин скача 193 см в зала, най-добър резултат, постигнат от петнайсетгодишна атлетка за всички времена. Чак през 1995 тя подобрява това си лично постижение(1.94 м). Междувременно още през 1991 дебютира на голямо първенство – Световното първенство в Токио 1991, където отпада в квалификациите с 1.79 м. През 1996 записва и първо участие на Олимпиада, в Атланта Венелина Венева отново отпада в квалификациите, след като постига 1.80 м и остава на тридесето място.

## Успехи
След като пропуска сезон 1997 поради майчинство, Венева се завръща със скок на 2.03 м на състезание в Каламата 23 май 1998 – с този резултат влиза в тогавашната световна десетка на висок скок за всички времена. На провелото се по-късно Европейско първенство в Будапеща Венева успява за първи път да се класира за финал на голямо първенство, където остава пета.
На Световно първенство в зала 2001 най-накрая печели и първия си медал – бронзов. На 2 юни 2001 отново на турнира в Каламата Венелина Венева постига 2.04 м – ново лично постижение, с което и до момента(юни 2009) стои на трето място във вечната българска ранглиста и на тринадесето място във вечната световна ранглиста за скок на височина на открито за жени. Следват две четвърти места на световните първенства в Едмънтън 2001 и Париж Сен-Дени 2003 и два медала от европейските първенства в зала 2005 и 2006. На европейското първенство в Гьотеборг през 2006 тя постига най-големия си успех, като печели сребърен медал с резултат 2.03 м, равен на този на европейската шампионка (Тиа Хелебо).
Между 1991 и 2015 Венелина Венева участва на 4 Олимпийски игри, 14 Световни първенства (9 на открито и 5 в зала) и 13 Европейски първенства (5 на открито и 8 в зала).

## Допинг скандал
През януари 2007 Венелина Венева и нейната съотборничка Ваня Стамболова дават положителни допингпроби за тестостерон. На 6 февруари Венева дава и втора положителна допингпроба. През юли Българската федерация по лека атлетика (БФЛА) решава да не налага наказания на двете атлетки, но тогава Международната федерация по лека атлетика (IAAF) пренасочва двата случая към Спортния арбитражен съд. Двете атлетки са лишени от състезателни права за период от две години. Всички резултати на Венева, постигнати след 24 януари 2007, са анулирани, включително третото място от Европейското първенство в зала в Бирмингам, където първоначално печели бронзов медал.

## Завръщане
На 27 май 2009 г., след изтърпяно двегодишно наказание, Венева се завръща на пистата на турнира „Филотей гала“ в Атина. Тя постига 1.89 м и заема второ място. На 14 юни 2009 г. Венева печели за трети път (след 1995 и 2004) републиканската шампионска титла на скок на височина на открито. Резултатът ѝ от 1,95 м е покрит норматив А за Световното първенство в Берлин 2009 г.

## Лични постижения и отличия
на открито – 2.04 м от Каламата – 2 юни 2001;
в зала – 2.02 м от Лодз – 1 февруари 2002
Олимпийски игри 1996 – 30кв (1.80) 2000 – 9 м (1.93) 2004 – кв (1.92) 2012 – кв (1,85)
Световни първенства 1991 – кв (1.79) 1995 – кв (1.93) 1999 – кв(1.89) 2001 – 4 м (1.97) 2003 – 4 м (1.98) 2005 – 10 м (1.85) 2009 – кв (1.92) 2011 – кв (1.89) 2015 – кв (1.80)
Европейски първенства 1998 – 5 м (1,92) 2006 –  (2,03) 2010 – кв (1,83) 2012 – 12 м (1,80) 2014 – кв (1,85)
Световни първенства в зала 1995 – 16кв (1.85) 2001 –  (1.96) 2004 – 7 м (1.94) 2010 – 19кв (1.85) 2012 – кв
Европейски първенства в зала 1996 – кв 2000 – 4 м (1.92) 2002 – кв (1.89) 2005 –  (1.97) 2007 – Файл:Bronze_medal_icon.svg‎ (1.96) анулиран 2011 – 7 м (1.92) 2013 – 6 м (1,92) 2015 – 7 м (1,94)
Републикански шампион скок на височина – 1994(з), 1995, 1998(з), 2004, 2009 троен скок – 1995
Балкански шампион скок на височина – 2000(з), 2003, 2006(з)